# Babaj
Babaj (ukrainska: Баба́й, Babaj) eller Babajka (ukrainska: Баба́йка, Babajka) är nattens ande, en imaginär varelse, som föräldrar använder för att skrämma busiga barn. Babaj beskrivs som en liten gubbe med skägg och en väska eller en stor säck. Vanligtvis tillkallas Babaj så att stygga barn inte går upp ur sängen efter att föräldrarna lagt dem. Föräldrarna kan säga att Babaj gömmer sig under sängen, och att han kommer att ta barnet om det går upp.

## Ursprung
Ordet "Babaj" sägs härstamma från turkiskans baba som betyder respektfull man, gubbe.